# Jeune Archer

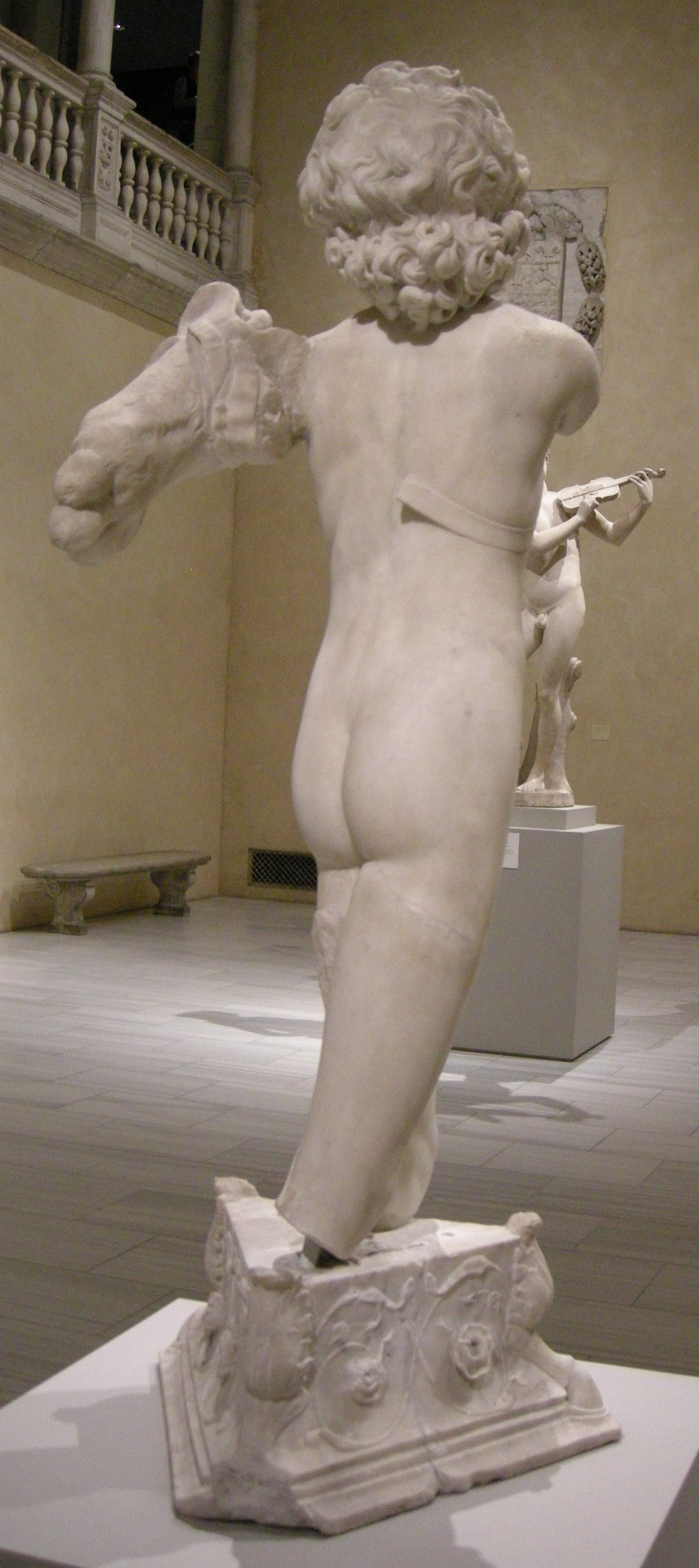
Arrière

Le Jeune Archer est une sculpture en marbre (hauteur 97 cm) attribuée à Michel-Ange, datable vers 1491-1492 et conservée au Metropolitan Museum of Art de New York. Elle est l'unique sculpture de Michel-Ange présente sur le continent américain.

## Histoire
L'œuvre faisait auparavant partie des collections Borghèse, famille qui l'a confiée à Stefano Bardini afin de la vendre. Le 27 mai 1902, lors d'une vente aux enchères de Christie's, elle a été attribuée à Michel-Ange. Depuis, toutes ses traces ont été complètement perdues, à tel point que sa reproduction dans le catalogue relatif à la vente est restée pendant longtemps le seul témoignage graphique de l'oeuvre existante.
Dans les études du XXe siècle, l'œuvre était liée au Cupidon-Apollon (perdu), sculpté par Michel-Ange pour Jacopo Galli (Parronchi).
L'œuvre n'a été redécouverte qu'en 1990 par le conservateur du Metropolitan Museum, James David Draper, à l'ambassade de France (maintenant le bureau culturel de l'ambassade) sur la Cinquième Avenue à New York. Pendant des décennies, l'œuvre décorait une fontaine dans le hall d'entrée et avait probablement été apportée par l'architecte auteur du bâtiment, Stanford White. L'attribution à Michel-Ange a été réitérée en 1997 par Kathleen Weil-Garris Brandt, recevant des éloges, mais aussi des critiques.
Prêté pendant dix ans au musée de New York, il a été au centre d'une exposition sur le jeune Michel-Ange en 1999 au Palazzo Vecchio à Florence et en 2009 au MET.

## Descriptif et style
L'œuvre montre un jeune garçon nu, auquel il manque les bras et le bas des jambes sous les genoux. Il tient quelque chose attaché à son bras gauche, un carquois en forme de patte de lion. Comparable aux œuvres de jeunesse de l'artiste, telles que l'Ange Candélabre, le Crucifix de Santo Spirito et le satyre du Bacchus, caractérisés par une certaine douceur de modelage et un ton sentimental délicat, encore loin du caractère terrible des œuvres de la maturité.
La figure semble se déplacer au pas, avec une torsion assez prononcée. Probablement la tête était en fait tournée vers le carquois car le jeune garçon semble en train de tirer une flèche. La précision anatomique est remarquable, comparable à certaines figures de la Bataille des Centaures. Le visage du jeune homme présente des similitudes notables avec ceux des anges du panneau de la Madone de Manchester.
L'état de conservation est compromis, par les parties manquantes, et aussi par des rayures et abrasions en surface, compatibles avec une exposition dans un jardin, peut être les Horti Borghese à Rome. Des articulations métalliques se trouvent à plusieurs endroits pour colmater certaines fractures. Cependant, il y a quelques petites parties non lisses (dans les cheveux, dans le torse) qui renvoient à une étape d'inachevé si fréquente dans l'art de Michel-Ange (non finito). D'autres parties semblent en revanche soigneusement lissées (le visage ou les fesses).